# Liste des moulins à vent de la Loire-Atlantique
Cet article recense de manière non exhaustive les moulins à vent du département français de la Loire-Atlantique.

## Liste
| Monument                  | Commune                   | Adresse                             | Coordonnées                        | Notice         | Protection | Date | Illustration               |
| ------------------------- | ------------------------- | ----------------------------------- | ---------------------------------- | -------------- | ---------- | ---- | -------------------------- |
| Moulin de la Falaise      | Batz-sur-Mer              |                                     | 47° 16′ 49″ nord, 2° 29′ 19″ ouest |                |            |      | Moulin de la Falaise       |
| Moulin de la Masse        | Batz-sur-Mer              |                                     | 47° 16′ 40″ nord, 2° 27′ 58″ ouest |                |            |      | Moulin de la Masse         |
| Moulin du Prieuré         | Batz-sur-Mer              |                                     | 47° 16′ 29″ nord, 2° 28′ 52″ ouest |                |            |      | Moulin du Prieuré          |
| Moulin de Rochoux         | Bouée                     |                                     | 47° 19′ 25″ nord, 1° 55′ 05″ ouest | « PA00108573 » | Inscrit    | 1982 | Moulin de Rochoux          |
| Moulin de la Bicane       | Campbon                   | 1, lieu dit la Bicane 44750 Campbon | 47° 24′ 11″ nord, 2° 00′ 11″ ouest |                |            |      | Image manquante Téléverser |
| Moulin de Bouzeray        | Guérande                  |                                     | 47° 21′ 58″ nord, 2° 23′ 47″ ouest |                |            |      | Moulin de Bouzeray         |
| Moulin de Colveux         | Guérande                  |                                     | 47° 19′ 30″ nord, 2° 26′ 29″ ouest |                |            |      | Moulin de Colveux          |
| Moulin de Drézeux         | Guérande                  |                                     | 47° 19′ 46″ nord, 2° 27′ 00″ ouest |                |            |      | Moulin de Drézeux          |
| Moulin de Crémeur         | Guérande                  |                                     | 47° 20′ 34″ nord, 2° 25′ 37″ ouest | « PA00108625 » | Classé     | 1901 | Moulin de Crémeur          |
| Moulin de Saillé          | Guérande                  | Saillé                              | 47° 17′ 46″ nord, 2° 25′ 28″ ouest |                |            |      | Moulin de Saillé           |
| Moulin de Trévaly         | Guérande                  | Clis                                | 47° 20′ 08″ nord, 2° 28′ 36″ ouest |                |            |      | Moulin de Trévaly          |
| Moulin de Kerbroué        | La Turballe               |                                     | 47° 21′ 18″ nord, 2° 29′ 20″ ouest |                |            |      | Moulin de Kerbroué         |
| Moulin de Kerhuel         | La Turballe               |                                     | 47° 21′ 14″ nord, 2° 29′ 34″ ouest |                |            |      | Moulin de Kerhuel          |
| Moulin de Bauvran         | Le Croisic                |                                     | 47° 17′ 08″ nord, 2° 31′ 05″ ouest |                |            |      | Moulin de Bauvran          |
| Moulin de la Providence   | Le Croisic                |                                     | 47° 17′ 18″ nord, 2° 31′ 06″ ouest |                |            |      | Moulin de la Providence    |
| Moulin de la Quétraye     | Mésanger                  |                                     | 47° 25′ 47″ nord, 1° 13′ 00″ ouest | « PA00108641 » | Inscrit    | 1965 | Moulin de la Quétraye      |
| Tour de l'Éraudière       | Nantes                    |                                     | 47° 14′ 43″ nord, 1° 32′ 22″ ouest |                |            |      | Tour de l'Éraudière        |
| Moulin du Tertre          | Nantes                    |                                     | 47° 14′ 20″ nord, 1° 32′ 54″ ouest |                |            |      | Moulin du Tertre           |
| Moulin à vent de Tue-Loup | Saint-Julien-de-Concelles |                                     | 47° 14′ 03″ nord, 1° 25′ 30″ ouest | « PA00108808 » | Inscrit    | 1979 | Moulin à vent de Tue-Loup  |
| Moulin Marchand           | Saint-Molf                |                                     | 47° 24′ 20″ nord, 2° 23′ 58″ ouest |                |            |      | Moulin Marchand            |
| Moulin de la Ramée        | Saint-Viaud               |                                     | 47° 16′ 20″ nord, 1° 59′ 02″ ouest | « PA00108824 » | Inscrit    | 1979 | Moulin de la Ramée         |
| Moulin de la Pâquelais    | Savenay                   |                                     | 47° 20′ 30″ nord, 1° 53′ 51″ ouest | « PA44000003 » | Inscrit    | 1996 | Moulin de la Pâquelais     |